# إغوانة صفراء الظهر
إغوانة صفراء الظهر (الاسم العلمي: Ctenosaura flavidorsalis) (بالإنجليزية: Yellowback spinytail iguana)‏ هي نوع من الزواحف تتبع جنس الإغوانة شائكة الذيل من الفصيلة الإغوانية.